# الکساندر شیدلوفسکی
الکساندر شیدلوفسکی (روسی: Александр Георгиевич Шидловский؛ زادهٔ ۱ فوریه ۱۹۴۱) بازیکن واترپلو اهل اتحاد جماهیر شوروی سوسیالیستی بود.
وی در مسابقات کشوری و بین‌المللی در مجموع برندهٔ ۱ مدال طلا، ۱ مدال نقره شده‌است.